# Wandsbek
Wandsbek es un distrito (Bezirk) nororiental de la ciudad de Hamburgo, Alemania, el segundo más grande y uno de los más emblemáticos de la región. Se divide en cuatro distritos electorales y 18 barrios, incluido uno homónimo, y limita con el estado de Schleswig-Holstein en el norte y este, y con los distritos Hamburg-Nord en el oeste y Hamburg-Mitte en el sur.

## Etimología
El distrito recibe su nombre del río Wandse, que se origina en Schleswig-Holstein y desemboca en el Alster, recorriendo gran parte de este distrito. 

## Historia
Antes de 1951, Wandsbek era un municipio periférico separado, pero como otros distritos de Hamburgo fue incorporado como parte de la ciudad siguiendo la aplicación de la ley de 1949 (Gesetz über die Bezirksverwaltung in der Freien und Hansestadt Hamburg), tras la cual la ciudad de Hamburgo se convertiría en una ciudad-estado (un estado federado consistente solo de una ciudad que ocupa el mismo territorio).

## Barrios
- Bramfeld
- Duvenstedt
- Eilbek
- Farmsen-Berne
- Hummelsbüttel
- Jenfeld
- Lemsahl-Mellingstedt
- Marienthal
- Poppenbüttel
- Rahlstedt
- Sasel
- Steilshoop
- Tonndorf
- Volksdorf
- Wandsbek
- Wellingsbüttel
- Wohldorf-Ohlsted